# 徐行健
徐行健（1482年—？年），字乾甫，中都长淮卫官籍，江西南豐縣人，明朝政治人物。

## 生平
治《易經》，行二，正德十一年（1516年）應天府鄉試第一百十六名舉人，年四十二歲中式嘉靖二年（1523年）癸未科會試第四十六名，第三甲第一百九十八名進士。授浙江义乌县知县。

## 家族
曾祖徐景壬。祖父徐景春，百户，進階武略将軍。父徐继，百户。母高氏。永感下。兄徐九思，百户；弟徐行恕（巩昌府通判）、徐行義（王府教授）、行中、行己。